# Davidsbockkäfer
|  | Dieser Artikel wurde aufgrund von formalen oder inhaltlichen Mängeln in der Qualitätssicherung Biologie zur Verbesserung eingetragen. Dies geschieht, um die Qualität der Biologie-Artikel auf ein akzeptables Niveau zu bringen. Bitte hilf mit, diesen Artikel zu verbessern! Artikel, die nicht signifikant verbessert werden, können gegebenenfalls gelöscht werden. Lies dazu auch die näheren Informationen in den Mindestanforderungen an Biologie-Artikel. |

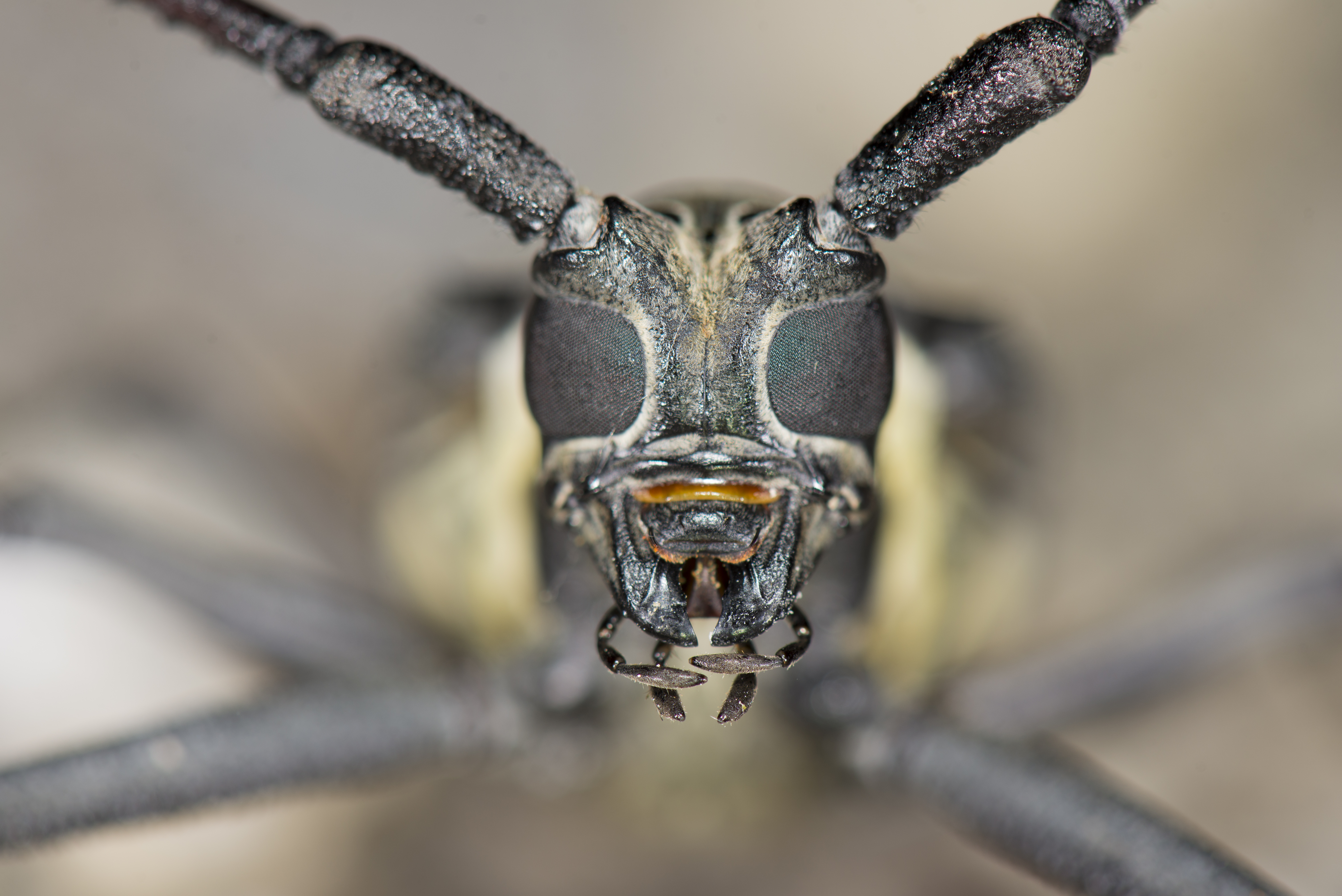
Batocera davidis, Kopf

Der Davidsbockkäfer (Batocera davidis) ist eine Art aus der Familie der Bockkäfer (Cerambycidae).

## Beschreibung
Davidsbockkäfer werden bis zu acht Zentimeter lang. Der Chitin-Panzer hat entweder eine beige Grundfärbung mit diversen gelben Flecken oder er ist schwarz mit weißen Flecken. Der Körper ist länglich gestreckt und schlank. Die Fühler sind sehr lang, wobei sich die einzelnen Glieder deutlich voneinander abheben. Die Männchen haben deutlich längere Fühler als die Weibchen.
Bei Störungen sind die Tiere in der Lage, Geräusche von sich zu geben, die etwas an eine handbetriebene Säge erinnern. In den langen Fühlern der Männchen befinden sich zahlreiche Riechorgane, die es ihnen ermöglichen, Weibchen auch über recht weite Entfernungen ausfindig zu machen. 
Die Larven werden mehr als zehn Zentimeter lang und leben in den Stämmen verschiedener Bäume. Dank ihrer mächtigen Kiefer können sie auch Hartholz mit Leichtigkeit zerkleinern.

## Verbreitung und Lebensraum
Die Käfer bewohnen dichte Wälder in Südchina und auf Taiwan sowie Südostasien. Sie sind nachtaktiv und ernähren sich von Blüten und den Säften verschiedener Bäume. Die Flecken dienen zur Tarnung. Durch sie verschwimmt der Umriss des Käfers vor dem Hintergrund.